# Lambertsbaai
Lambertsbaai (Engels: Lambert's Bay) is een kustplaatsje met 6100 inwoners, in de Zuid-Afrikaanse provincie West-Kaap. Lambertsbaai behoort tot de gemeente Cederberg dat onderdeel van het district Weskus is.
Voor Lambertsbaai ligt een eiland, Vogeleiland. Het is de broedplaats van Zwartvoetpinguïns en Kaapse jan-van-genten. Het grootste deel van het eiland is afgesloten maar er is een uitkijktoren. Het is een belangrijke toeristische attractie in de regio.
De kustplaats is uitgeroepen tot 'de diamant van de westkust' vanwege zijn witte stranden, wilde dieren en kreeften. Hoewel het in de eerste plaats een vissersdorp is, is het vanwege het gematigde klimaat het hele jaar door een belangrijke toeristische attractie aan de westkust geworden.

## Subplaatsen
Het nationaal instituut voor de statistiek, Stats SA, deelt sinds de census 2011 deze hoofdplaats in in 2 zogenaamde subplaatsen (sub place):
Lamberts Bay SP • Malkopbaai.